# Український Народний Союз у Франції
Український Народний Союз у Франції — громадсько-культурна організація, заснована 1932 р. в Парижі як централя, що об'єднувала місцеві громади, товариства («Просвіти») і клуби, які діяли в українських скупченнях у Франції.
Ідеологічно У.Н.С. був організаціею соборницькою з націоналістичним світоглядом; багато спричинився до національного виховання української заробітчанської еміґрації, її збереження від полонізації. Заходами У.Н.С. почав виходити в Парижі тижневик «Українське Слово». Спершу У.Н.С. об'єднував 13 низових організацій (1936–1950, 1939–1987 роки) і близько 5000 чл.; це була найсильніша українська організація серед української діяспори в Европі.
Головами У.Н.С були: ґенерал М. Капустянський (1932–1938), сотник П. Заворицький (1939–1943), О. Бойків після 1943 року. 

Серед активних діячів У.Н.С. були: Іван Стасів, М. Небелюк, Л. Киселиця, Л. Гузар, Т. Цвікула, Василь Федорончук й ін.
З початком війни 1939 року У.Н.С. повів акцію, щоб українці (що були польськими громадянами) не йшли до польського війська, а вступали до французького Чужинецького Леґіону. Під час гітлерівської окупації Союз обмежив свою діяльність; вона була заборонена гітлерівською владою (початое 1944 року). По війні У.Н.С. відновив свою діяльність, але через реєстраційні труднощі припинив її; члени колишнього Союзу заснували нову організацію Українська Національна Єдність у Франції.